# تند (ترانه دیپلو و اروه پیجز)
«تند» (به انگلیسی: Spicy) ترانه‌ای از موسیقی‌دان فرانسوی اروه پیجز و تهیه‌کنندهٔ آمریکایی دیپلو با خوانندگی چارلی ایکس‌سی‌ایکس می‌باشد که در ۳۰ مهٔ سال ۲۰۱۹ از سوی ناشر ضبط مد دیسنت منتشر گردید.